# Lago di Bracciano
Il lago di Bracciano, originariamente chiamato anche lago Sabatino (in latino Lacus Sabatinus), è un lago che riempie una depressione di origine vulcanica e tettonica, situato nel nord della città metropolitana di Roma, nella Tuscia Romana, e circondato dai Monti Sabatini.

## Descrizione
La sua superficie di 56,5 km² ne fa l'ottavo lago italiano per estensione, il terzo del Centro Italia (dopo il lago Trasimeno e quello di Bolsena) nonché il secondo del Lazio. La sua profondità massima, circa 160 m, lo rende a sua volta il sesto lago italiano per profondità (il secondo del Centro Italia dopo il lago Albano). Il lago non presenta isole e ha un emissario, il fiume Arrone, che origina sulla costa sudorientale e sfocia nel mar Tirreno in località Maccarese.
Le acque sono equamente ripartite fra i territori dei comuni di Bracciano, Anguillara Sabazia e Trevignano Romano, i cui abitati vi si affacciano rispettivamente da sud-ovest, da sud-est e da nord, praticamente equidistanti. Un solo tratto di riva, di circa 2 km, a nord del centro abitato di Anguillara Sabazia, appartiene amministrativamente all'exclave di Roma Capitale denominata Polline Martignano (Municipio Roma XV, Zona LIX).
Dal 1999 il lago di Bracciano – assieme a vari territori circostanti e al più piccolo lago di Martignano, sito a circa due chilometri a est – è parte di un'area naturale protetta che porta il nome di Parco naturale regionale di Bracciano-Martignano.

## Origini e mineralogia
Il lago si è formato per riempimento di una depressione tettono-vulcanica creatasi a causa dello svuotamento della camera magmatica che alimentava il complesso vulcanico sabatino. A est della conca lacustre si trovano le caldere degli antichi vulcani di Martignano, Baccano e Sacrofano. Attualmente l'attività vulcanica è nella fase terminale, ossia quella idrotermale. Nei pressi del lago, al campo geotermico di Cesano, sono stati rinvenuti diversi minerali; il più rilevante, per il quale è definita località tipo, è la cesanite.

## Storia

### Età neolitica
Sulla sponda meridionale del lago, in località La Marmotta (poche centinaia di metri a ovest di Anguillara), complessi scavi subacquei guidati da Maria Antonietta Fugazzola hanno rinvenuto a 7,5 m di profondità un importante villaggio sommerso del neolitico, abitato per circa cinquecento anni dal 5700 al 5200 a.C., con grandi case rettangolari (ne sono state scoperte sette) disposte ordinatamente. Il villaggio, presumibilmente esteso su un'area di 25.000 m², fu abbandonato improvvisamente forse per un'inondazione.
I resti che permettono di risalire all'economia e alla dieta del gruppo (semi di grano e orzo, ossa di capra, pecora, cane) in molti casi infatti si trovano ancora negli strati di abbandono e nei vasi. Un caso di ossa e cereali ritrovati nello stesso vaso fa pensare ad un alimento in fase di cottura nel momento in cui si scatenò l'evento finale. Non mancava la frutta: mele, prugne, lamponi, fragole e ghiande. Ancora incerta l'ipotesi che già si producesse vino. La presenza di lino fa inoltre pensare alla coltivazione a fini tessili, mentre non è ancora spiegato il rinvenimento di papavero sonnifero, da cui si ricava l'oppio. Lo strumentario rinvenuto comprende asce di pietra, falcetti di legno con lama di selce, lame di ossidiana, ceramiche decorate ad impressioni cardiali (con l'orlo della conchiglia Cardium o cuore), oppure dipinte con motivi rossi, neri o bianchi.
Tra i reperti più importanti finora rinvenuti: barchette di ceramica; una statuetta di pietra raffigurante una donna, forse la “dea madre”; e soprattutto piroghe scavate svuotando tronchi di quercia. In particolare, una piroga monossile di 9,50 m, originariamente spezzata in due parti e rinvenuta il 31 luglio 2005 a 12 m di profondità, è oggi conservata in una teca, contenente sostanze adatte al consolidamento, presso il Centro Espositivo del Neolitico di Anguillara Sabazia.
Sul fondo del lago numerosi rinvenimenti attestano insediamenti protostorici, come quello vicino Vicarello (Bronzo Medio), quello di Sposetta (Bronzo Medio e Bronzo Recente), o quello di Vigna Grande che raggiunge l'età del ferro.

## Ambiente
Nonostante una certa aggressione urbanistica la zona conserva ancora tratti di vegetazione ripariale e di aree più estese di foresta. Ciò favorisce la presenza di numerose specie acquatiche e non.
Le acque del lago sono particolarmente ricche di pesci, grazie anche al fatto che una legge regionale impedisce la navigazione a motore, a eccezione di pescatori muniti di licenza e della motonave Sabazia II, gestita dal Consorzio Lago di Bracciano, che effettua servizio stagionale fra i tre centri del bacino.
Tra le specie ittiche alloctone è stata introdotta l'agone (Alosa agone).

## Galleria d'immagini

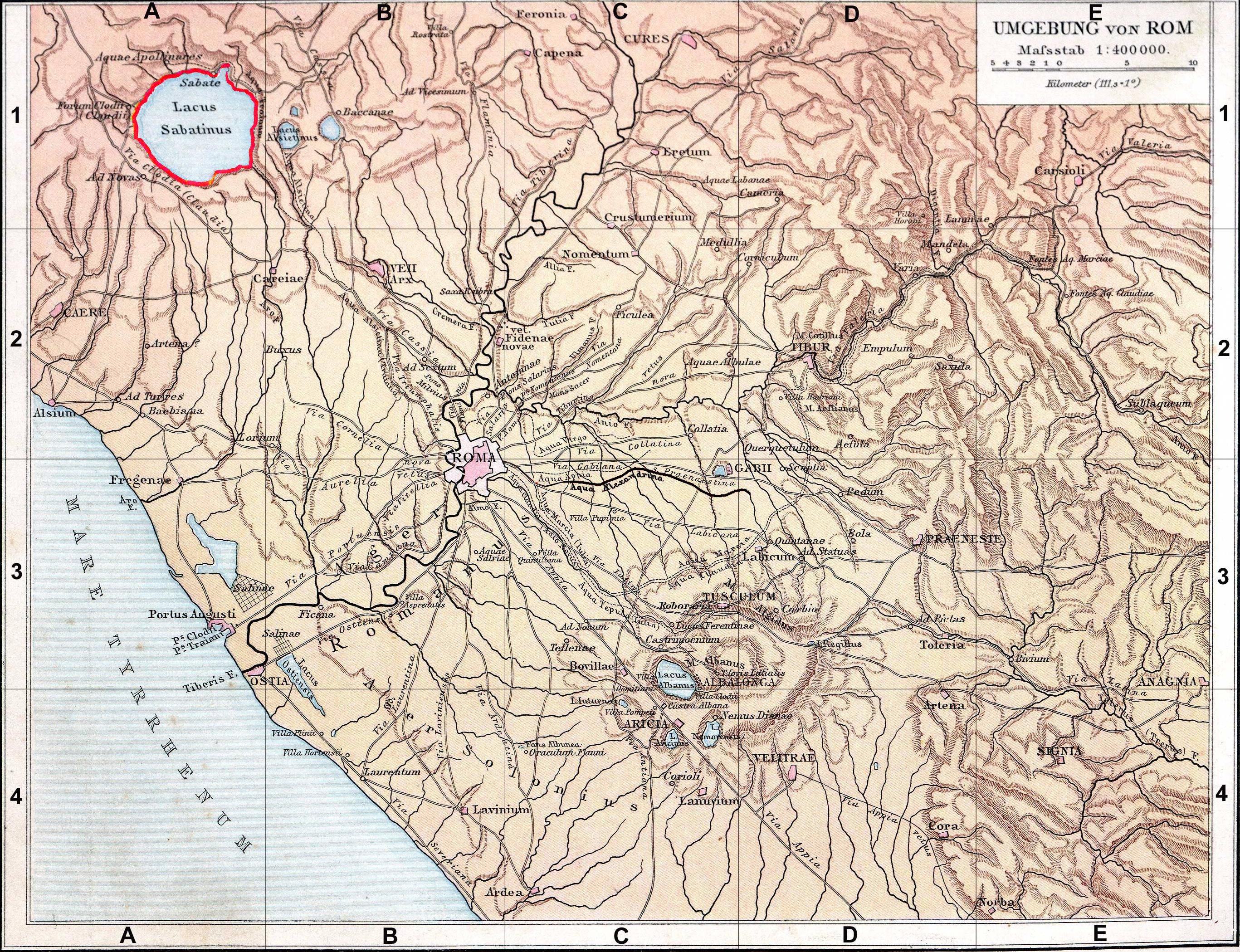
Il lago su una mappa del 1886.
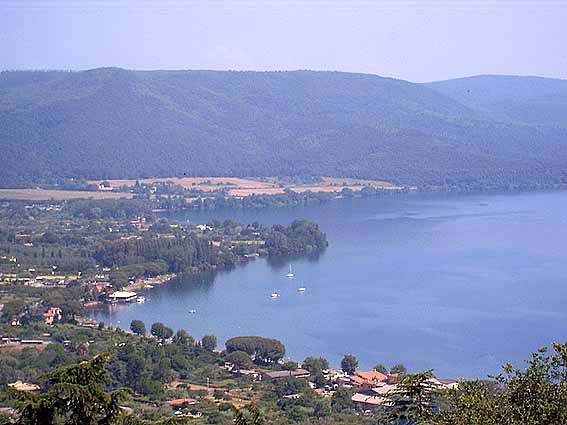
Veduta dal castello Orsini-Odescalchi.
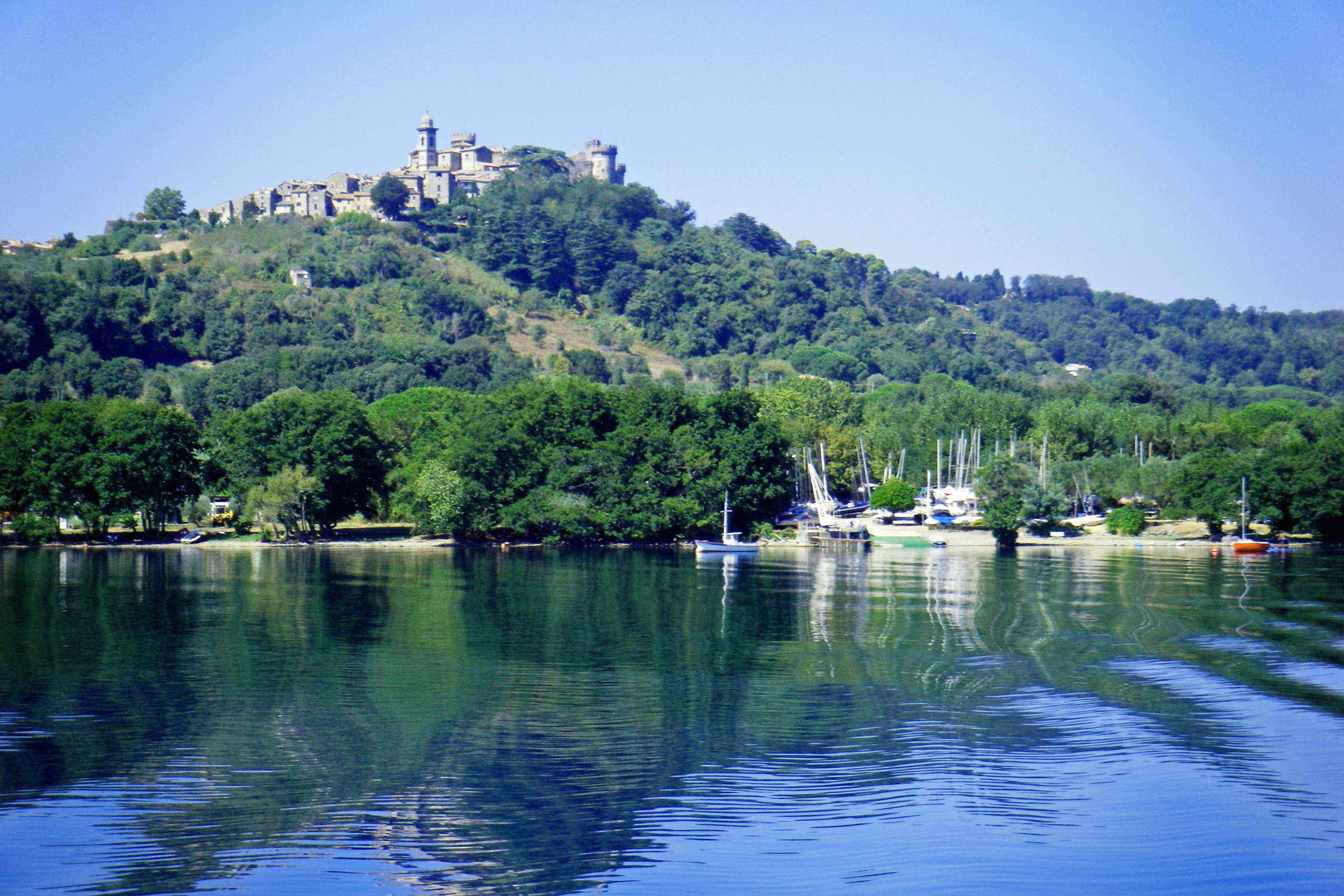
Il paese di Bracciano visto dal lago.
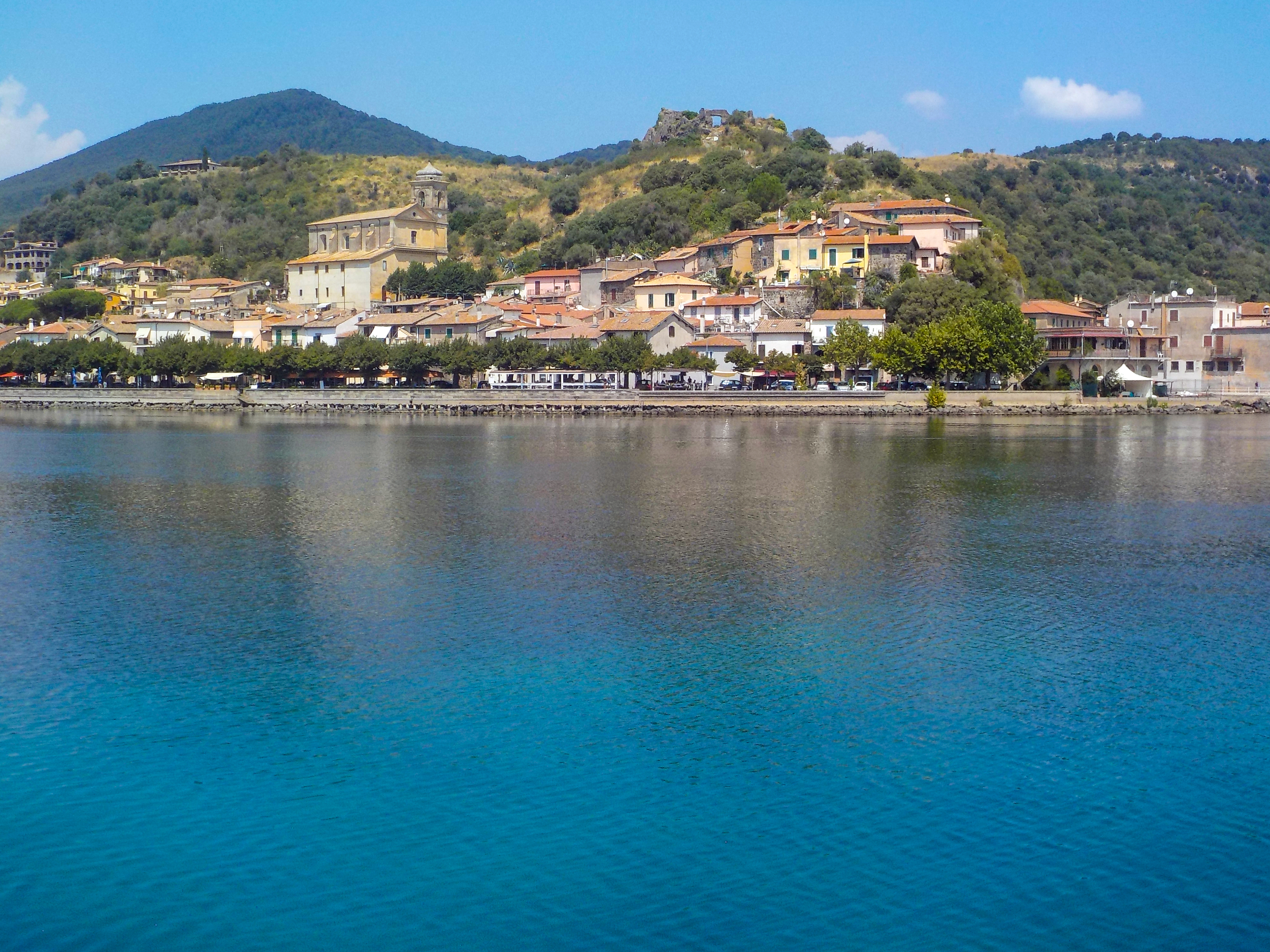
Trevignano Romano visto dal lago.
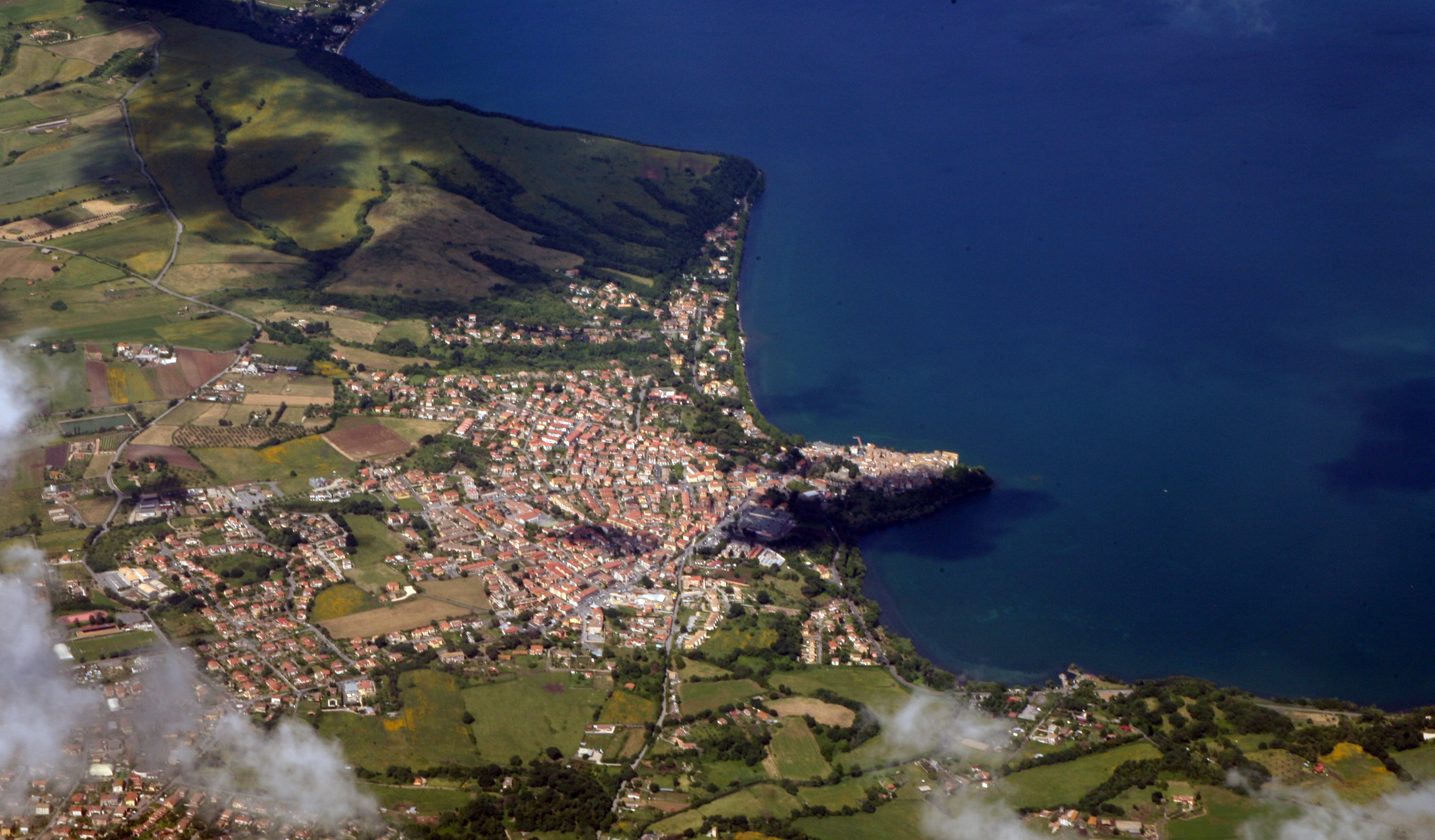
Veduta aerea di Anguillara Sabazia.